# Glenn Miller
Alton Glenn Miller (Clarinda (Iowa), 1 maart 1904 — vermoedelijk overleden in Het Kanaal, 15 december 1944) was een Amerikaanse jazztrombonist, bigbandleider en arrangeur. Hij maakte carrière toen de swing een populair muziekgenre was. 

## Carrière

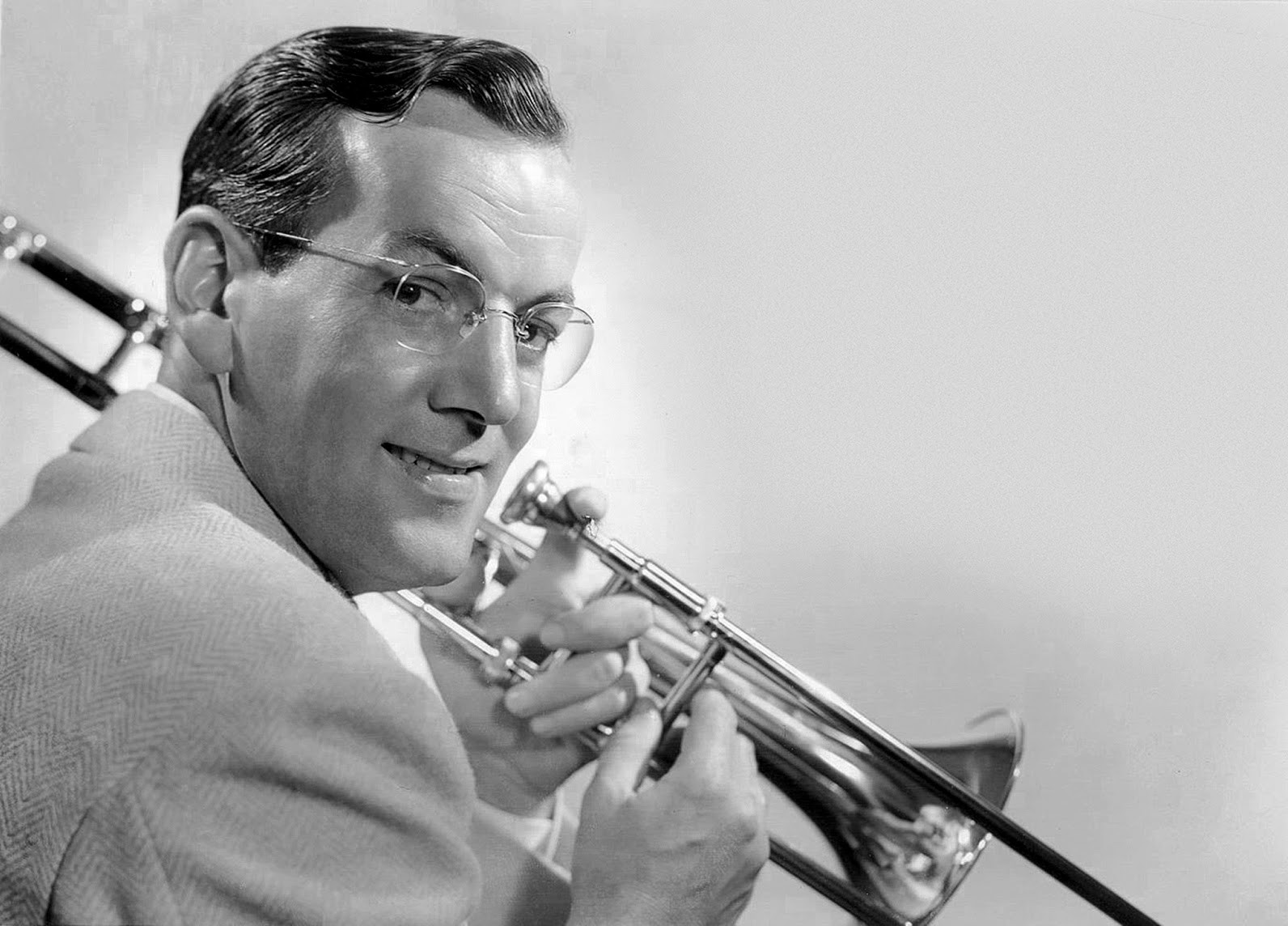
Glenn Miller met trombone, 1942

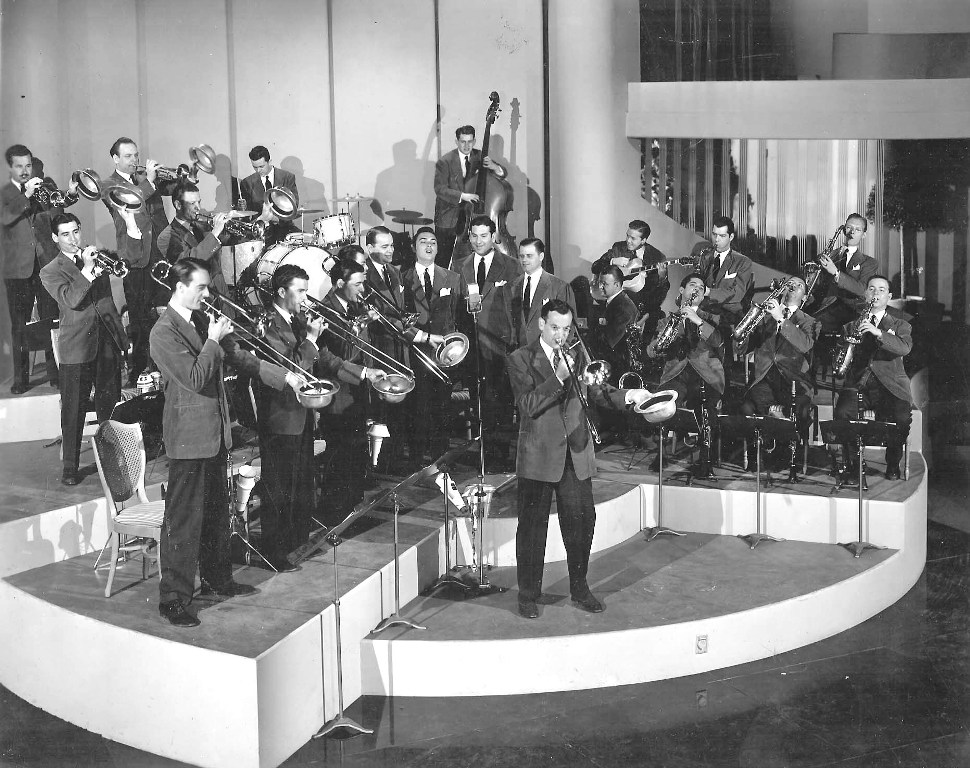
Glenn Miller en zijn band, omstreeks 1941

Miller werd beroepsmusicus tijdens de jaren twintig en speelde bij de orkesten van onder anderen Ben Pollack, Red Nicholls en Smith Ballew. In 1933 werd hij muzikaal leider en arrangeur van het Dorsey Brothers Orchestra dat hij in 1934 verliet, moe van de vele ruzies tussen de broers Jimmy en Tommy Dorsey. Voor de bekende Engelse orkestleider Ray Noble, die zijn carrière in de VS voortzette, stelde hij een orkest samen dat enige tijd zeer populair was. 

### Zelfstandig
Inmiddels overtuigd van zijn kwaliteiten als leider, organisator en arrangeur wilde Miller een eigen band. Eind 1936 verliet hij Noble, freelancete als arrangeur (voor onder anderen Bob Crosby en Glen Grays Casa Loma Orchestra) en richtte in 1937 zijn eigen orkest op, met in de gelederen bekende musici als  Charlie Spivak, Irving Fazola en Sterling Bose. Doordat succes uitbleef ontbond hij de band op oudejaarsdag 1937.
Begin 1938 probeerde Miller het opnieuw, ditmaal met allemaal jonge, onbekende musici. Na een jaar van wisselend succes sloeg de band begin 1939 opeens aan. Hij realiseerde zich dat zijn band een onmiddellijke herkenbaarheid kreeg door het benadrukken van de door hem ontdekte typische sound, gevormd door het samenspel van een klarinet en een tenor-saxofoon die de melodielijn spelen en de drie overige saxen die harmoniseren. Door deze sound te koppelen aan een uitgekiende mix van populaire liedjes, snelle, virtuoze bigband nummers en medleys van oude en nieuwe nummers ("something old, something new, something borrowed and something blue") was Millers band tussen 1940 en 1942 het meest populaire dansorkest van de VS.

### Repertoire
In vier jaar tijd (1938-1942) scoorden ze in de VS 76 hits in de top 10 van de hitparade, waarvan er zeventien nummer 1 werden. Zijn bekendste compositie is Moonlight Serenade, maar het overgrote deel van Millers repertoire bestond uit arrangementen van composities van anderen, onder wie Mack Gordon en Harry Warren. Zeer bekende hits zijn: In the Mood, Sing Sing Sing, Chattanooga Choo Choo, Pennsylvania 6-5000, A String of Pearls, I've got a Gal in Kalamazoo en Tuxedo Junction. De zang werd verzorgd door onder meer Tex Beneke (tevens saxofonist), Ray Eberle, Marion Hutton, Skip Nelson, Paula Kelly en de close harmony-groep The Modernaires.

### Army Air Force Band
In 1942 nam Glenn Miller dienst bij de United States Army en werd tot kapitein benoemd. Hij ontbond zijn Glenn Miller Band en werd orkestleider van de Army Air Force Band, met als taak optredens te verzorgen voor de Amerikanen die overzee vochten in de geallieerde strijdkrachten. Hij eindigde in de rang van majoor.

## Verdwijning en vragen

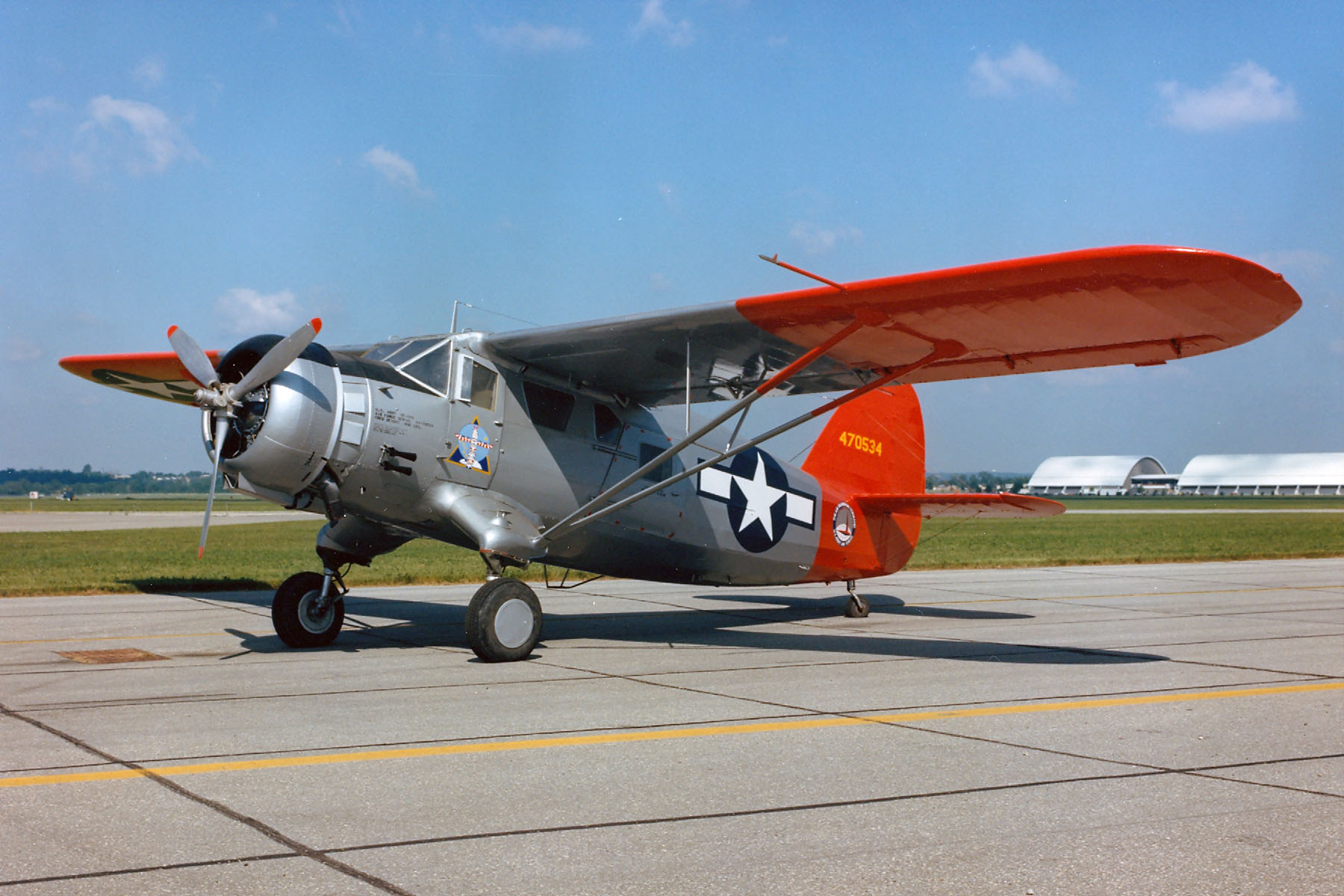
Een UC-64A Norseman zoals die waarmee Miller vloog tijdens de vermissing

Op 15 december 1944 zou hij van Engeland naar Parijs vliegen in een Noorduyn Norseman, maar hij kwam nooit aan. Officieel was het toestel in zeer slecht weer terechtgekomen en neergestort in Het Kanaal. Aangezien zijn lichaam en het wrak van het vliegtuig niet werden teruggevonden gaf zijn dood aanleiding tot speculaties.
Een aanwijzing voor een andere dan de officiële doodsoorzaak zou kunnen worden gevonden in de verklaring die bommenwerperpiloten aflegden. Op de dag dat Glenn Miller verdween zagen zij eenzelfde type vliegtuig onder zich vliegen op het ogenblik dat zij boven Het Kanaal hun bommen dropten na een afgebroken missie.
Een aantekening in een notitieboekje van de toen zeventienjarige vliegtuigspotter Richard Anderton werpt ander licht op de vliegtuigcrash. Hij spotte op 15 december 1944 een Norseman ten oosten en ten westen van Londen. Volgens deze gegevens bevond het vliegtuig zich ver verwijderd van de zone boven zee waar vliegtuigen hun overbodige bommen konden lossen en vloog het ook niet in de richting van dit gebied. Richard Anderton, die in 1982 overleed, maakt het aannemelijk dat het vliegtuig van Miller is neergestort als gevolg van een fout van de piloot of een mechanisch mankement, zoals ook de officiële verklaring toentertijd was.

## Film
Millers geromantiseerde levensverhaal werd in 1954 door regisseur Anthony Mann weergegeven in de speelfilm The Glenn Miller Story met in de hoofdrol James Stewart. 
Glenn Miller heeft ook een rol met zijn band in de film Sun Valley Serenade (1941).

## NPO Radio 2 Top 2000
| Nummers met noteringen in de NPO Radio 2 Top 2000 | '99 | '00  | '01  | '02  | '03 | '04  | '05  | '06  | '07  | '08  | '09  | '10  | '11  | '12  | '13  |
| ------------------------------------------------- | --- | ---- | ---- | ---- | --- | ---- | ---- | ---- | ---- | ---- | ---- | ---- | ---- | ---- | ---- |
| In the Mood                                       | 455 | 1034 | 1874 | 1018 | 600 | 1393 | 1284 | 846  | 1299 | 1013 | 1658 | 1807 | 1705 | 1893 | 1929 |
| Moonlight Serenade                                | -   | -    | -    | -    | -   | -    | -    | 1521 | 1883 | -    | -    | -    | -    | -    | -    |

1. ↑  Een '-' betekent dat het nummer niet was genoteerd en een vetgedrukt getal geeft de hoogste notering van een nummer aan.
2. ↑  Deze tabel is bijgewerkt tot en met de laatst bekende editie (2024).